# Smeringochernes yapensis
Smeringochernes yapensis är en spindeldjursart som beskrevs av Beier 1957. Smeringochernes yapensis ingår i släktet Smeringochernes och familjen blindklokrypare. Inga underarter finns listade i Catalogue of Life.